# Krutine
Krutine ili čvrste tvari su kemijske tvari (supstancije) stalnog oblika i obujma (volumena). Čine ju čestice međusobno tako povezane da jedna u odnosu prema drugoj ne može mijenjati svoj položaj. Zato tvar u čvrstom agregatnom stanju (za razliku od tekućega i plinovitoga) pruža otpor svakomu pokušaju promjene oblika i volumena. Sve tvari u određenim uvjetima (na određenoj temperaturi i pod određenim tlakom) mogu prijeći u čvrsto stanje. 
Čvrste tvari mogu biti kristalne i amorfne. Kristalne tvari prelaze u tekućine na određenoj temperaturi (talište), a amorfne se povišenjem temperature postupno smekšavaju i tale. Prema rasporedu čestica od kojih su građene, čvrste tvari mogu imati ionsku, atomsku, molekularnu i metalnu strukturu (kemijske veze). Proučavanjem čvrstoga stanja tvari bavi se fizika čvrstog stanja, kojoj pripadaju kristalografija, teorije strukture metala, slitina, ionskih kristala.

## Vrste krutog agregatnog stanja
Tijela u krutom stanju mogu biti kristalna i amorfna. U kristalnim tijelima atomi su pravilno raspoređeni u prostoru i samo osciliraju oko ravnotežnih položaja. U amorfnim tijelima čestice isto osciliraju oko ravnotežnih položaja, ali je njihov prostorni raspored neuređen.

### Kristali
Kristali (lat. crystallus < grč. ϰρύσταλλος: led, ledac, kremen prozirac) su tijela u čvrstom agregatnom stanju koja su građena od pravilno trodimenzijski periodički raspoređenih atoma, iona ili molekula, to jest imaju kristalnu strukturu. Pravilni je raspored termodinamički najstabilniji i većina čvrstih tvari kristalne je prirode. Kristali nastaju u procesu kristalizacije rastom iz pothlađene kapljevine, pothlađene pare, plina, zasićene otopine, taline, nesređene (amorfne) čvrste faze ili manje stabilne kristalne faze. Unutrašnji pravilni raspored daje kristalu određenu simetriju koja se iskazuje u svojstvima i u vanjskom obliku kristala. Kristal ima određen geometrijski oblik. Kutovi među plohama kristala neke tvari konstantni su i za tu tvar svojstveni (karakteristični). Dijelovi nastali kalanjem kristala imaju ravne površine, a njihovi su kutovi također konstantni i svojstveni za dotičnu tvar. Dijelovi nastali sitnjenjem kristala opet su kristalići istih svojstava.

### Amorfne tvari
Amorfne tvari (grč. ἄμορφος, amorphos: koji nema određena, postojana oblika; bezobličan), u fizici i kemiji, nazivaju se tvari kod kojih atomi nemaju uređenu strukturu, već postojeći principalni strukturni red dolazi od približno jednake udaljenosti među susjednim molekulama. Takvim tvarima svojstva su jednaka u svim smjerovima. Amorfne su tvari one koje nemaju kristalnu strukturu. Rendgenskom difrakcijskom analizom u novije je doba otkriveno da su i amorfne tvari zapravo agregati submikroskopski kristaliziranih čestica. Zato podjela tvari na kristalne i amorfne danas više nije znanstveno opravdana. Amorfno stanje je slično tekućem agregatnom stanju i izgleda kao nagla zaleđenost strukturnih jedinica u tekućem stanju. Podizanjem temperature, neuređenost se postupno povećava, približava tekućem stanju i to se predstavlja kao omekšavanje.

## Fizika čvrstog stanja
Fizika čvrstog stanja je grana fizike koja proučava strukturu tvari u čvrstome stanju (krutine) te s pomoću kvantne fizike istražuje svojstva i procese u kristalnome i amorfnom obliku tvari, svojstva kristalizirane tvari i pojave vezane uz promjene fizikalnih veličina (na primjer temperature, tlaka, dimenzija i oblika mikrokristala, broja i vrste defekata u kristalnoj rešetki i drugo). Zakonitosti utvrđene za kristaliziranu tvar primjenjuju se djelomično i na amorfne krutine ili smjese kristalne i amorfne tvari te visokoviskozne tekućine (na primjer fotoosjetljiva stakla, krute polimere, keramiku i drugo). Mikroskopska teorija čvrstog stanja primjena je kvantne mehanike na čvrsto stanje. Njezini rezultati uspješno tumače kvalitativne razlike među različitim čvrstim tijelima, a u mnogim slučajevima omogućuju i kvantitativni pristup svojstvima tih tijela. Budući da je čvrsto stanje sustav od velikog broja atoma, teorija čvrstog stanja služi se nizom približenja (aproksimacija). Tako se pretpostavlja da se ponašanje atomskih jezgara i elektrona može opisivati nezavisno. Pri razmatranju gibanja jezgara ne uzima se u obzir gibanje elektrona, to jest atomi se promatraju kao cjeline. Takav je pristup opravdan za objašnjenje nekih mehaničkih i termodinamičkih svojstava koja potječu od međusobnoga elastičnoga vezivanja atoma. Razmatraju li se elektronska stanja, uzima se da atomske jezgre miruju. Ta je pretpostavka u znatnoj mjeri opravdana jer se u normalnim okolnostima elektroni gibaju znatno brže nego jezgre koje su mnogo veće mase od elektrona. Kako su za svojstva čvrstog stanja najvažniji valentni elektroni, promatraju se samo ti elektroni, a utjecaj elektrona u dubljim elektronskim ljuskama uzima se u obzir kroz njihov doprinos električnom polju oko jezgara. Pretpostavlja se da u prvom približenju (aproksimaciji) svaki valentni elektron može biti opisan vlastitom valnom funkcijom. Razvile su se dvije metode u opisivanju međudjelovanja (interakcije) valentnih elektrona: atomska aproksimacija i aproksimacija slobodnim elektronima.